# Pays Centre Ouest Bretagne
Le pays Centre Ouest Bretagne, anciennement appelé groupe d'action locale du Centre Ouest Bretagne (GALCOB), est un pôle d'équilibre territorial et rural regroupant plusieurs dizaines de communes réparties entre les départements du Morbihan, du Finistère et des Côtes-d'Armor.

## Histoire
- 1992 : Création du Groupe d'action locale du Centre Ouest Bretagne (GALCOB) sur le territoire du Poher pour animer et gérer le programme d’appel à projets européen LEADER I[2],[3],[4]
- 1995 : Organisé en GAL depuis 1992, le territoire du centre ouest Bretagne est reconnu "pays-test" dès 1995.
- 2002 : Le GALCOB (Groupe d'action locale du Centre Ouest Bretagne) s'est transformé en 2002 en Pays du Centre Ouest Bretagne, avec le statut de Groupement d'intérêt public de développement local (GIP)[5].
- 2014 : Au 1er janvier 2014, le périmètre du pays Centre Ouest Bretagne (COB) change : il rassemblait jusque-là 10 établissements publics de coopération intercommunale (EPCI), soit 108 communes appartenant aux départements des Côtes-d'Armor, du Finistère et du Morbihan. Depuis le 1er janvier 2014, à la suite du départ des 10 communes les plus orientales du territoire (dissolution des communautés de communes du Pays de Corlay et de Guerlédan), il se compose de 98 communes organisées en 8 communautés de communes.
- 2016-2017 : En novembre 2016, le Pays Centre Ouest Bretagne change de statut et devient un Pôle d'équilibre territorial et rural[6].

## Territoire communautaire

### Composition

#### Depuis le 01/01/2017
Elle regroupe 78 communes appartenant aux départements des Côtes-d'Armor, du Finistère et du Morbihan :
| Nom                                               | Département               | Population (nombre d'habitants) |
| ------------------------------------------------- | ------------------------- | ------------------------------- |
| * Communauté de communes du Kreiz-Breizh          | Côtes-d'Armor             | 18 757 (en 2014)                |
| * Communauté de communes Monts d'Arrée Communauté | Finistère                 | 8232 (en 2013)                  |
| * Communauté de communes de Haute Cornouaille     | Finistère                 | 15 065 (en 2013)                |
| * Communauté de communes Poher communauté         | Finistère / Côtes-d’Armor | 15 595 (en 2014)                |
| * Roi Morvan Communauté (CCPRM)                   | Morbihan                  | 25 476 (en 2014)                |

La nouvelle communauté de communes Monts d'Arrée Communauté est le regroupement de la Communauté de communes des Monts d'Arrée et de la Communauté de communes du Yeun Elez au 01/01/2017.
Le territoire du Pays Centre Ouest Bretagne comprend les zones historiques du Poher et du Kreiz Breizh.
Le 1er janvier 2017, les communautés de communes de Callac - Argoat et de la Région de Pleyben ont quitté l'intercommunalité de Pays Centre Ouest Bretagne.

#### Entre le 01/01/2014 et le 01/01/2017
Elle regroupe 98 communes appartenant aux départements des Côtes-d'Armor, du Finistère et du Morbihan :
| Nom                                            | Département               | Population habitants en 2006 |
| ---------------------------------------------- | ------------------------- | ---------------------------- |
| Communauté de communes Callac - Argoat         | Côtes-d’Armor             | 6 281                        |
| Communauté de communes du Kreiz-Breizh         | Côtes-d'Armor             | 20 972                       |
| Communauté de communes de la Région de Pleyben | Finistère                 | 6 685                        |
| Communauté de communes des Monts d'Arrée       | Finistère                 | 3 853                        |
| Communauté de communes de Haute Cornouaille    | Finistère                 | 14 934                       |
| Communauté de communes Poher communauté        | Finistère / Côtes-d’Armor | 14 136                       |
| Communauté de communes du Yeun Elez            | Finistère                 | 4 454                        |
| Roi Morvan Communauté (CCPRM)                  | Morbihan                  | 25 412                       |

Le 1er janvier 2014, la Communauté de communes du Pays de Corlay et la Communauté de communes Guerlédan Mûr-de-Bretagne ont quitté l'intercommunalité de Pays Centre Ouest Bretagne.

#### Avant le 01/01/2014
Elle regroupe 108 communes appartenant aux départements des Côtes-d'Armor, du Finistère et du Morbihan :
| Nom                                              | Département               | Population habitants en 2006 |
| ------------------------------------------------ | ------------------------- | ---------------------------- |
| Communauté de communes Callac - Argoat           | Côtes-d’Armor             | 6 281                        |
| Communauté de communes du Pays de Corlay         | Côtes-d’Armor             | 3 108                        |
| Communauté de communes Guerlédan Mûr-de-Bretagne | Côtes-d’Armor             | 3 545                        |
| Communauté de communes du Kreiz-Breizh           | Côtes-d'Armor             | 20 972                       |
| Communauté de communes de la Région de Pleyben   | Finistère                 | 6 685                        |
| Communauté de communes des Monts d'Arrée         | Finistère                 | 3 853                        |
| Communauté de communes de Haute Cornouaille      | Finistère                 | 14 934                       |
| Communauté de communes Poher communauté          | Finistère / Côtes-d’Armor | 14 136                       |
| Communauté de communes du Yeun Elez              | Finistère                 | 4 454                        |
| Roi Morvan Communauté (CCPRM)                    | Morbihan                  | 25 412                       |

## Administration

### Les président(e)s
| Période                                  | Période | Identité            | Étiquette | Qualité |
| ---------------------------------------- | ------- | ------------------- | --------- | --- |
| 1996                                     | 1998    | Michel Morvant      | RPR-UMP   | Maire de Plouray (depuis 1989) et Conseiller général du Morbihan de 1985 à 2011 et Président de Roi Morvan Communauté (1999-2020)   |
| 1998                                     | 2000    | Michel Balbot       |           | Maire de Mellionnec (de 1995 à 2001)                                                                                                |
| 2000                                     | 2002    | Richard Ferrand     | PS        | Conseiller général du Finistère (Canton de Carhaix-Plouguer) de 1998 à 2011, conseiller municipal de Carhaix-Plouguer de 2001-2008  |
| 2002                                     | 2004    | Michel Morvant      | RPR-UMP   | Maire de Plouray (depuis 1989) et Conseiller général du Morbihan de 1985 à 2011 et Président de Roi Morvan Communauté (depuis 1999) |
| 2004                                     | 2006    | Monique Le Clézio   | PS        | Conseillère municipale de Saint-Guen Vice-présidente du Conseil général                                                             |
| 2006                                     | 2008    | Bernard Saliou      | DVG       | Maire de Saint-Thois |
| 2008                                     | 2010    | Michel Morvant      | RPR-UMP   | Maire de Plouray (depuis 1989) et Conseiller général du Morbihan de 1985 à 2011 et Président de Roi Morvan Communauté (1999-2020)   |
| 2010                                     | 2012    | Jean-Yves Philippe  | PS        | Maire de Saint-Connan (depuis 1983)                                                                                                 |
| 2012                                     | 2014    | Michel Morvant      | RPR-UMP   | Maire de Plouray (depuis 1989) et Conseiller général du Morbihan de 1985 à 2011 et Président de Roi Morvan Communauté (1999-2020)   |
| 2014                                     | 2017    | Daniel Caillarec    |           | vice-président aux finances à Poher communauté et premier adjoint à la mairie de Motreff ,                                          |
| 2017                                     | 2020    | Jean-Paul Le Boëdec | DVD       | Maire de Rostrenen (2008-2020) |
| 2020                                     |         | Jean-Charles Lohé   | DVG       | Maire de Locmalo (depuis 2014) Vice-président de Roi Morvan Communauté chargé de la gestion des ressources en eau (depuis 2020)     |
| Les données manquantes sont à compléter. |         |                     |           | |